# Saison 2 des Petits Meurtres d'Agatha Christie
Chronologie
Saison 1 Saison 3
Cet article présente les épisodes de la deuxième saison de la série Les Petits Meurtres d'Agatha Christie, mettant en scène le trio Laurence-Avril-Marlène. 
La première diffusion a eu lieu sur France 2, une rediffusion a lieu depuis la rentrée 2022 sur Chérie 25.

## Distribution

### Personnages principaux
- Samuel Labarthe : Swan Laurence, le commissaire de police (27 épisodes)
- Blandine Bellavoir : Alice Avril, journaliste à La Voix du Nord (27 épisodes)
- Élodie Frenck : Marlène Leroy, secrétaire du commissaire Laurence (27 épisodes)

### Personnages secondaires
- Dominique Thomas : commissaire divisionnaire Ernest Tricard (27 épisodes)
- Christophe Piret puis François Godart : Robert Jourdeuil, rédacteur en chef de La Voix du Nord (12 épisodes)
- Karine Dubernet : Paulette Everest, médecin légiste (1 épisode)
- Cyril Gueï : Timothée Glissant, médecin légiste (13 épisodes)
- Natacha Lindinger : Euphrasie Maillol, médecin légiste (4 épisodes)
- Éric Beauchamp : Martin, policier (14 épisodes)
- Marie Berto : Arlette Carmouille, secrétaire/policier (5 épisodes)

### Invités
- Catherine Mouchet : Rose-Marie Bousquet (épisode 1)
- Élodie Navarre : Elvire Morenkova / Hélène Lebrun (épisode 2)
- Alexis Michalik : Jules Lavigne / Moreno (épisode 2)
- Hélène Médigue : Babette (épisode 2)
- Françoise Fabian : Alexina Laurence (épisode 3)
- Jacqueline Bir : Emilie Longuet (épisode 3)
- Alix Poisson : Suzanne Delavallée (épisode 4)
- Charlie Dupont : Roland Delavallée (épisode 4)
- Arly Jover : Alma Sarrazin (épisode 4)
- Anne Loiret : Catherine Dravignan (épisode 5)
- Nicolas Bridet : Xavier Tremens (épisode 5)
- Côme Levin : Benoît (épisode 5)
- Saïd Amadis : Massud Shaïtana (épisode 6)
- Anne Canovas : Hélène Nevers (épisode 6)
- Dominique Pinon : Hubert Petitpont (épisode 7)
- Christophe Reymond : Paul Deboise (épisode 7)
- Nicolas Vaude : Stanislas (épisode 7)
- Élodie Frenck : Solange Vanilos (épisode 8)
- Charles Templon : Pierre (épisode 8)
- Philippe Nahon : Emile Deboucke (épisode 9)
- Anne Benoît : Annick Devassène (épisode 9)
- Serge Riaboukine : Léopold Santini (épisode 10)
- Jeanne Bournaud : Hélène Schmidt (épisode 10)
- Juliette Plumecocq-Mech : Greenblatt (épisode 11)
- Olivier Broche : Lucien Cornille (épisode 13)
- Julien Boisselier : Alexandre Protheroe (épisode 14)
- Sébastien Lalanne : Tristan Julliard (épisode 14)
- Frédérique Tirmont : Emilie Beauregard (épisode 15)
- Frédéric Pellegeay : Grégoire Vidal (épisode 16)
- Beatrice Rosen : Lucette Vidal (épisode 16)
- Thierry Gimenez : Gilbert Loyson (épisode 17)
- Grégoire Oestermann : Alexandre Latour (épisode 17)
- Anne Consigny : Blanche Dulac (épisode 18)
- Nicolas Briançon : Marc Borel (épisode 18)
- Alice Vial : Sylvia Franco (épisode 18)
- Camille Claris : Patricia Nollet (épisode 19)
- Christiane Millet : Mme Hautin (épisode 20)
- Julien Bouanich : Gaston Vernet (épisode 20)
- Dominique Reymond : Macha Semenoff (épisode 21)
- Nicolas Marié : Richard Nobel (épisode 21)
- Aurore Clément : Elisabeth Krepps (épisode 22)
- Jacques Frantz : Simon Krepps (épisode 22)
- Clément Moreau : Marlon (épisode 23)
- Arnaud Binard : Dr Rodier (épisode 24)
- Barbara Schulz : Audrey Fontaine (épisode 25)
- Guillaume Bouchède : Philippe Berg (épisode 26)
- Antoine Duléry : Maurice Larosière (épisode 27)

## Personnages principaux

### Swan Laurence
Laurence est le commissaire du commissariat de Lille et l'un des personnages principaux. Froid et dur, il est cependant d'une grande intelligence, et son charisme fait succomber nombre de femmes. Il est souvent forcé de travailler avec Alice Avril, qu'il trouve souvent insupportable et trop curieuse bien qu'il tienne beaucoup à elle. Sa secrétaire est Marlène, qui est folle amoureuse de lui, mais Laurence est souvent rude avec elle, même s'il l'apprécie beaucoup. La femme dont il est vraiment amoureux est le premier médecin légiste, le docteur Euphrasie Maillol. Celle-ci meurt dans un accident d'avion. Lorsqu'il l'apprend, Laurence fait une grave dépression.

### Alice Avril
Avril est une jeune reporter à La Voix du Nord et l'un des personnages principaux. Envahissante et curieuse, elle est d'abord préposée à la rubrique du courrier du cœur puis finit par vouloir participer aux enquêtes de Laurence qu'elle trouve souvent hautain et froid mais qu'elle apprécie. Toujours à l'affût d'informations sur ses enquêtes, elle passe beaucoup de temps au bureau de Laurence et devient très vite la meilleure amie de sa secrétaire Marlène.

### Marlène Leroy
Marlène est la secrétaire personnelle de Laurence. Féminine, attentionnée et gentille, elle est cependant très naïve et est souvent utilisée par Laurence, qui la sait amoureuse de lui. Son icône est Marilyn Monroe et elle passe souvent plus de temps à se faire les ongles qu'à répondre aux appels. Elle prendra de plus en plus d'importance au fil des épisodes. Marlène est secrètement amoureuse de Laurence, et en dehors des heures de travail, passe la plupart de son temps avec Alice Avril qui deviendra rapidement sa meilleure amie.

## Liste des épisodes

### Épisode 1:Jeux de glaces
- France : 29 mars 2013 sur France 2

- France : 4,636 millions de téléspectateurs (18,5 % PDA)[1] (première diffusion)

- Catherine Mouchet : Rose-Marie Bousquet
- Olivier Rabourdin : Étienne Bousquet
- Stéphane Caillard : Juliette White
- Guillaume Bienvenu : Antonin Lambert
- Shane Woodward : Jimmy White
- Solveig Maupu : Jacqueline Cassard
- Vincent Londez : Léonard Jeandelle
- Gérard Pinteau : Pierre Montauban

### Épisode 2:Meurtre au champagne
- France : 5 avril 2013 sur France 2

- France : 4,246 millions de téléspectateurs (16,8 % PDA)[4] (première diffusion)

- Élodie Navarre  : Elvire Morenkova / Hélène Leroy née Lebrun
- Jean-Philippe Écoffey : Georges Leroy
- Claude Perron  : Claude Kerrigan
- Antoine Oppenheim    : Daniel Kerrigan
- Valentine Alaqui : Violette Lebrun
- Alexis Michalik  : Jules Lavigne / Paul Moreno
- Hélène Médigue  : Elisabeth "Babette" Jacquelle
- Luis Inacio : Victor Lebrun

### Épisode 3:Témoin muet
- France : 22 novembre 2013 sur France 2

- France : 3,927 millions de téléspectateurs (15,4 % PDA)[7] (première diffusion)

- Françoise Fabian  : Alexina Laurence
- Anne Azoulay  : Charlotte Ségur
- Nathalie Richard  : Geneviève Ranson
- Vincent Schmitt  : Georges Siatidis
- Olivier Chantreau : Louis Ségur
- Isabelle de Hertogh : Bella Siatidis
- Alexie Ribes  : Daisy
- Jacqueline Bir  : Émilie Longuet
- Maxence D'Almeida : Hubert Dambreuse (sous sa forme fantomatique)

Le tournage a eu lieu au château de Steene près de Dunkerque.

### Épisode 4:Pourquoi pas Martin?
Numéro de production
15 (6-02)
Première diffusion
- France : 27 décembre 2013 sur France 2

Réalisation
Marc Angelo
Scénario
Sylvie Simon
Audiences
- France : 4,3 millions de téléspectateurs (17,3 % PDA)

- Alix Poisson : Suzanne Delavallée
- Arly Jover  : Alma Sarrazin
- Charlie Dupont : Roland Delavallée
- Didier Vinson : André Delavallée
- Eric Caruso : Philippe Sarrazin
- Luc Samaille : Alain Langevin
- Laurence Flahault: Paulette Tourbier

Synopsis
En se promenant sur une falaise, Alice découvre un homme mourant qui, ayant fait une chute et avant de rendre l'âme, lui murmure ces mots : « Pourquoi pas Martin ? Ça aurait dû être Martin. » Elle trouve dans sa poche la photographie d'une très belle femme. Accident banal ou assassinat ? L'homme est inidentifiable, un appel à témoin est diffusé dans le quotidien régional. La sœur du défunt se présente au commissariat puis au journal d'Avril. Peu après, Avril échappe à une tentative d'empoisonnement. Le commissaire Laurence enquête : qui était cet homme ? Et cette femme mystérieuse sur la photo ? L'affaire s'annonce compliquée.
D'après
le roman Pourquoi pas Evans ? (1934)

### Épisode 5:Meurtre à la kermesse

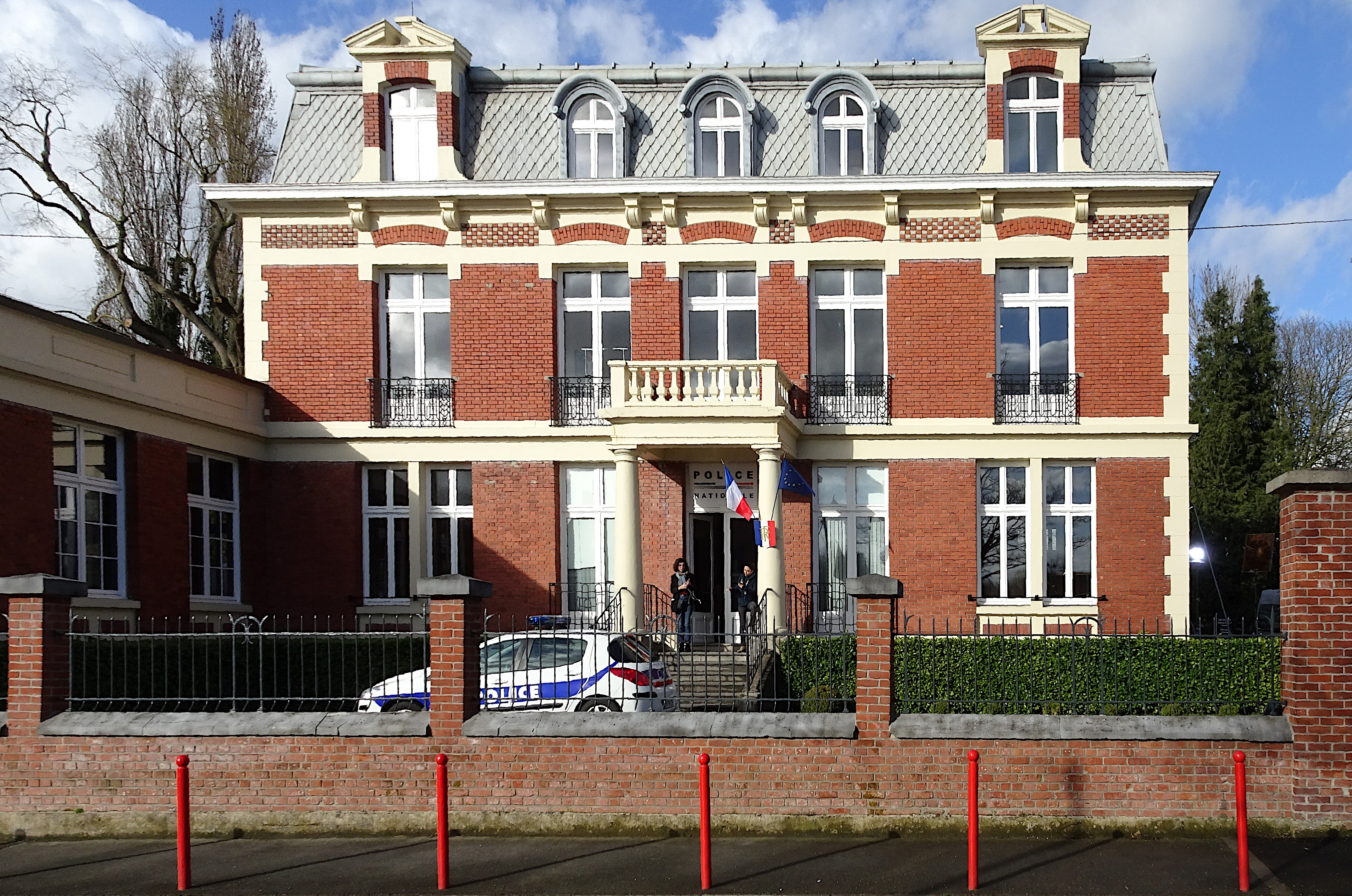
Steenwerck, la maison Decanter : un des lieux du tournage Meurtre à la kermesse

- France : 26 septembre 2014 sur France 2

- France : 3,659 millions de téléspectateurs (15,0 % PDA)[10] (première diffusion)

- Anne Loiret  : La maire Catherine Dravignan
- Nicolas Bridet : Xavier Tremens
- Frédéric Épaud : Monsieur Milou
- Jeanne Rosa  : Claire Arial
- Maryne Bertieaux   : Miranda
- Philippe Hérisson : Docteur Petit
- Isabelle Goethals Carré : Geneviève Petit
- Côme Levin  : Benoît
- Almudena Ruiz Rey  : Maria Ortega
- Bruno Buffoli      : Ophtalmologiste
- Thomas Baelde      : Raoul Gredin
- Saverio Maligno    : Flic Pagès
- Madalina Quinchon  : Svetlana Navratil
- Wladimir Sobocinski : Pablo Ortega
- Salomé Hadzlik     : Luisa Ortega
- Charlotte Magras   : Caroline
- Jonathan Serrurier : Ami Benoît
- Thomas Debeugny    : Éric
- Maëlys Cabezon     : Sylvie
- Jeanne Cauchy      : Amie Benoît

### Épisode 6:Cartes sur table
Pour les articles homonymes, voir Cartes sur table (homonymie).
- France : 3 octobre 2014 sur France 2

- France : 3,793 millions de téléspectateurs (15,4 % PDA)[11] (première diffusion)

- Saïd Amadis  : Massud Shaïtana
- Anne Canovas : Hélène Nevers
- Quentin Baillot : Émile Barillon
- Alban Lenoir : Paul Coupet
- Ged Marlon  : Jouve
- Aurélia Poirier : Élise Schlumberger
- Florence Masure  : Jeannine Poussin
- Sophie Bourdon   : Jacqueline Louvier
- Camille Dupond   : Marie

### Épisode 7:Le crime ne paie pas
- France : 10 octobre 2014 sur France 2

- France : 4,035 millions de téléspectateurs (16,7 % PDA)[12] (première diffusion)

- Dominique Pinon : commissaire Hubert Petitpont, Inspection générale des services
- Laura Mañá  : Dolores Deboise
- Élise Louesdon     : Éloïse Monin / Salmont
- Harrison Arevalo   : Miguel Deboise
- Nicolas Vaude  : Stanislas
- Christophe Reymond : Paul Deboise / Francis Valse
- Renaud Rutten  : Gilbert Bourdet
- Sylvie David        : Marthe Salmont

### Épisode 8:Pension Vanilos
- France : 28 août 2015 sur France 2

- France : 4,16 millions de téléspectateurs (19,8 % PDA)[13] (Leader de la soirée) (première diffusion)

- Élodie Frenck  : Solange Vanilos
- Édouard Giard       : Jean-Baptiste Millet / Mocado
- Lucile Marquis  : Rose
- Blanche Cluzet      : Marguerite Richard
- Sandrine Salyeres   : N'Daye Sissoko
- Nancy Tate          : Mary Patterson
- Charles Templon : Pierre
- Charlotte Talpaert : Louise Lambert

### Épisode 9:Un meurtre est-il facile?
- France : 4 septembre 2015 sur France 2

- France : 4,34 millions de téléspectateurs (18.6 % PDA)[14] (première diffusion)

- Philippe Nahon : Émile Deboucke
- Anne Benoît  : Annick Devassène
- Alexandre Steiger : Jean Castor
- Emilie Wiest : Sabine Toulemonde
- Marcelle Fontaine  : Josiane Lallin
- Manon Petit-Lenoir : Ginette Hansel
- Béatrice Courtois  : Françoise Loisée
- Pierre Kiebbe      : Baptiste

### Épisode 10:Mademoiselle MacGinty est morte
- France : 11 septembre 2015 sur France 2

- France : 4,33 millions de téléspectateurs (18,7% PDA)[15] (Leader de la soirée) (première diffusion)

- Arnaud Perron         : Robert Vasseur
- Serge Riaboukine  : Léopold Santini
- Jeanne Bournaud  : Hélène Schmit
- Gilian Petrovski      : Michael Doutremont
- Eléonore Joncquez     : Régine Molon
- Annette Lowcay        : Déborah Santini
- Mélissandre Fortumeau : Béatrice Santini
- Christine Brücher     : Louise Doutremont

### Épisode 11:Murder Party
- France : 18 septembre 2015 sur France 2

- France : 4,2 millions de téléspectateurs (17,4 % PDA)[16] (première diffusion)

- Natacha Lindinger  : Euphrasie Maillol
- Valeria Cavalli  : Leticia Salvan / Charlotte Salvan
- Annabelle Hettmann : Philippine Leroy
- Clovis Fouin  : Marcel Combet / Eugène Perrier
- Honorine Magnier  : Antoinette Combet / Emma Zontag
- Juliette Plumecocq-Mech : Linda Greenblat
- Christine Bonnard      : Henriette
- Blandine Pélissier : Odette
- Félicien Graugnard     : Kurt Wengen

### Épisode 12:L'Étrange Enlèvement du petit Bruno
- France : 26 août 2016 sur France 2

- France : 4,169 millions de téléspectateurs (21,1 % PDA)[17] (première diffusion)

- Natacha Lindinger : Euphrasie Maillol
- Valérie de Dietrich   : Éloïse Zennefort
- Fabio Zenoni  : Hadrien Debaer
- Vincent de Bouard : Gilles Vanberten
- Victor Le Blond       : Gaspard Zennefort
- Serge Dubois          : Gérard Kerner
- Marylise Doctobre     : Régine Bouchon

### Épisode 13:Le Cheval pâle
- France : 2 septembre 2016 sur France 2

- France : 4,047 millions de téléspectateurs (17,9 % PDA)[18] (première diffusion)

- Natacha Lindinger  : Euphrasie Maillol
- Olivier Broche  : Lucien Cornille
- Thierry Hancisse  : Eugène Dacosta
- Valérie Dashwood       : Sybille
- Émilie de Preissac : Francine Marchal
- Anne-Sophie Girard : Lucille Marchal
- Laëtitia Kandi         : Irène
- Bertrand Foly          : Père François

### Épisode 14:L'Affaire Protheroe
- France : 9 septembre 2016 sur France 2

- France : 4,173 millions de téléspectateurs (18,7 % PDA)[21] (première diffusion)

- Julien Boisselier : Alexandre Protheroe
- Laure Marsac  : Déborah Davis
- Clémentine Baert  : Anne Protheroe
- Sébastien Lalanne : Tristan Julliard
- Roxane Tessier        : Lise Protheroe
- Théo Costa Marini     : Damien Martinez
- Lyly Chartiez-Mignaux : Hélène Jouve
- Karine Dubernet  : Docteur Everest
- Jack Claudany         : Docteur Colas

### Épisode 15:La Mystérieuse Affaire de Styles
- France : 16 septembre 2016 sur France 2

- France : 4,553 millions de téléspectateurs (19,1% PDA) (première diffusion)

- Frédérique Tirmont : Émilie Beauregard
- Sophie Cattani  : Ève Constantin
- Cyril Gueï  : Timothée Glissant
- Alexia Barlier  : Diane Clément-Roussel
- Andy Gillet  : Adrien Sauvignac
- Charlie Joirkin  : Dorothée Mellul
- Frédéric Fisbach  : Pr Hoffmann
- Anouchka Csernakova    : Viviane Dujardin
- Fabrice Gaillard       : Martial Marchetti
- Rémy Gence             : M. Brincard
- Floriane Potiez        : Sylvie

### Épisode 16:Albert Major parlait trop
- France : 23 septembre 2016 sur France 2

- France : 4,147 millions de téléspectateurs[22] (17,6 % PDA) (première diffusion)

- Cyril Gueï  : Timothée Glissant
- Frédéric Pellegeay : Grégoire Vidal
- Pierre Khorsand        : Paul Courelle
- Mona Walravens  : Dany Courelle
- Cédric Zimmerlin       : Édouard Bouchard
- Beatrice Rosen  : Lucette Vidal
- Laure Josnin           : Esther
- Marie-Josée Billet        : Jacqueline
- Roch Leibovici         : Raymond Rafil
- Christian Joubert      : Albert Major
- Patrick Brasseur       : Jojo le clochard
- Nanou Harry            : Victoria
- Cédric Le Maoût  : Ambulancier
- Fanny Leurent          : la secrétaire

### Épisode 17:L'Homme au complet marron
- Belgique : 8 juillet 2017 sur La Une
- France : 1er septembre 2017 sur France 2

- France : 4,659 millions de téléspectateurs[23] (20,6 % PDA) (première diffusion)

- Thierry Gimenez  : Gilbert Loyson
- Grégoire Oestermann : Alexandre Latour
- Marie-Celine Courilleault           : Tatiana Pochenko
- Alice Dufour  : Lisa Bonfanti
- Mikaël Chirinian  : Patrick Mallet
- Benjamin Gauthier       : Eustache Miller
- Céline Cuignet          : Martine Touchard
- Anton Yakovlev  : Sergueï Pochenko
- Rodrigue Bauchet        : Jules Touchard
- Gaëlle Fraysse          : Nadine Mercuret
- Emmanuel Rausenberger   : le témoin
- Sébastien Ricard        : le pianiste
- Patrick Médioni         : Franck
- Laurine Ristroph        : Doublure danse Tatiana
- Stoyan Zmarzlik         : Jeune danseur

### Épisode 18:Le miroir se brisa
- Belgique : 1er juillet 2017 sur La Une
- France : 8 septembre 2017 sur France 2

- France : 4,660 millions de téléspectateurs[24] (19,5 % PDA) (première diffusion)

- Anne Consigny  : Blanche Dulac
- Nicolas Briançon  : Marc Borel
- Luc-Antoine Diquéro : Docteur Jacques Mentchikoff
- Alice Vial  : Sylvia Franco
- Camille Rutherford  : Frédérique « Fred » Dulac
- Adeline-Fleur Baude     : Simone Maupin
- Anthony Bajon           : Georges Maupin
- Willy Delohen           : François Dulac

### Épisode 19:Crimes haute couture
- France : 15 septembre 2017 sur France 2

- France : 4,770 millions de téléspectateurs[25] (20,5 % PDA) (première diffusion)

- Yannik Landrein : Édouard Paget
- Camille Claris  : Patricia Nollet
- Raphaëline Goupilleau : Louise Charpentier
- Clara Antoons  : Françoise Vermeer
- Charline Paul       : Gigi
- Émilie Wiest        : Julie Lemon
- Laurent Richard     : Narcisse Vermeer
- Franckie Defonte    : Paco Gomez

### Épisode 20:Le Crime de Noël
- Suisse : 19 décembre 2017 sur RTS Un[26]
- France : 22 décembre 2017 sur France 2[27]

- France : 6,063 millions de téléspectateurs[28] (25,3 % de PDA) (Leader de la soirée) (première diffusion)

- Christiane Millet : Mme Hautin
- Julien Bouanich  : Gaston Vernet
- Franck Andrieux       : Max
- Élina Solomon  : Louison Sauvage
- Merlin Delarivière    : Rudy
- Mathieu Maricau       : Bouboule
- Julien Ledet          : Baptiste Sauvage
- Éric Leblanc          : Hubert Dopagne/Père Noël
- Loïc Legendre  : Geoffroy Dopagne
- Zoé Schellenberg      : Mireille Dopagne
- Sophie Bourdon        : Delphine Sauvage
- Soizic Naeyaert       : Alice Avril enfant (souvenirs)

- La façade de l'orphelinat a été tournée au 24/26 rue Alexandre Leleux à Lille. La Brasserie de Geoffroy Dopagne fut tourné, quant à elle, à Roubaix à la Grande Brasserie de L'Impératrice Eugénie.
- Loïc Legendre, ici dans le rôle secondaire de Geoffroy Dopagne, est connu pour incarner le curé de Chinon dans la trilogie Qu'est-ce qu'on a fait au Bon Dieu ?. On le retrouvera dans un épisode de la Saison 3 des Petits Meurtres d'Agatha Christie, dans un autre rôle secondaire, celui d'un flic plutôt vantard.

### Épisode 21:Drame en trois actes
- Suisse : 21 novembre 2017 sur RTS Un
- Belgique : 25 août 2018 sur La Une
- France : 31 août 2018 sur France 2

- France : 4,537 millions de téléspectateurs (22,2 % de PDA) (Leader de la soirée) (première diffusion)

- Samuel Labarthe  : Herbert Michel
- Dominique Reymond : Macha Semenoff
- Nicolas Marié  : Richard Nobel
- Marie Berto  : Arlette Carmouille
- Tristan Robin         : Grégoire
- Juliette Barry        : Lydia
- Alexandre Philip      : Léon Verneuil
- Alban Casterman  : Jean Olivier
- Samira Mameche : Monique

Le collège Saint-Paul à Lille a servi de décor pour le théâtre. L’église Saint-Vaast de Béthune a été utilisée pour le mariage de Marlène.

### Épisode 22:Meurtres en solde
- Suisse : 3 avril 2018 sur RTS Un
- Belgique : 1er septembre 2018 sur La Une
- France : 7 septembre 2018 sur France 2

- France : 4,823 millions de téléspectateurs (23,5 % de PDA) (Leader de la soirée) (première diffusion)

- Aurore Clément  : Elisabeth Krepps
- Jacques Frantz  : Simon Krepps
- Alexandre Labarthe   : Thierry Noël
- Lara Guirao  : Mathilde Noël
- Dorcas Coppin        : Francesca Rochetti / Viviane Vasseur
- Alexandre Blazy      : Albert Krepps
- Alexis Manenti  : David Krepps
- Olivier Brabant      : Gaspard Carpentier
- Philippe Rebbot  : Docteur Locart
- Stéphanie Cliquenois : Cliente

- Il s'agit d'une seconde adaptation d'un même roman d'Agatha Christie, une première pour la série : en effet, ce roman avait déjà été adapté en 2006 pour la mini-série Petits meurtres en famille qui donna naissance aux personnages de Jean Larosière et Emile Lampion.
- La façade du cinéma Les Lumières à Armentières a servi de décor pour la façade du magasin, et la Banque de France à Roubaix a servi d’intérieur au magasin.
- La villa de la famille Krepps est en réalité la villa Cavrois.
- Le rôle de Thierry Noël, le fils du Commissaire Laurence, est tenu par Alexandre Labarthe, le vrai fils de Samuel Labarthe.
- Jacques Frantz, l'interprète de Simon Krepps, est connu pour être la voix française de Robert de Niro.

### Épisode 23:Mélodie mortelle
- Belgique : 8 septembre 2018 sur La Une
- France : 28 septembre 2018 sur France 2

- France : 4,798 millions de téléspectateurs (22,7 % de PDA) (Leader de la soirée) (première diffusion)

- Roxane Bret  : Nicole "Nicky" Marraux
- Clément Moreau : Marlon
- Natacha Lindinger : Euphrasie Maillol
- David Ayala           : Franck Soler
- Arthur Defays         : Michel "Mike" Passart
- Pascal Vannson        : Tony Sibony
- Nicolas Cornille      : Jean-François "Jeff" Bouillot
- Camille Hersant       : Ray
- Laure Josnin          : Chantal Lavigne

### Épisode 24:Ding Dingue Dong
- Suisse : 2 octobre 2018 sur RTS Un
- Belgique : 9 février 2019 sur La Une
- France : 6 septembre 2019 sur France 2

- France : 4,533 millions de téléspectateurs (23,1 % de PDA) (Leader de la soirée) (première diffusion)

- Arnaud Binard  : Dr Louis Rodier
- Berenice Baôo  : Clarisse Rodier
- Maïra Schmitt  : Adèle Rodier
- Kévin Garnichat  : Dr Nathan Steiner
- Chloé Chaudoye  : Marie Steiner
- Barbara Monin  : Dominique Lebrun
- Emmanuel Bordier  : Félix Jacquel
- Karim Rouabah  : Anatole Bouvier
- Philippe Capelle  : père André
- Nicolette Picheral : Marguerite Michel
- David-Alexandre Berthier : Philippe Angles
- Serge Dubois  : l'homme au caniche

- Il s’agit du deuxième épisode où figure en invité Serge Dubois, qui était auparavant l'interprète du policier Ménard dans les épisodes de l'époque Larosière-Lampion. Il jouait Gérard Kerner dans L'Étrange Enlèvement du petit Bruno.
- Chloé Chaudoye, qui apparaît ici dans un rôle secondaire, incarne à partir de 2021, dans la Saison 3 des Petits Meurtres d'Agatha Christie, l'un des trois personnages principaux : la psychologue Rose Bellecour.

### Épisode 25:L'Heure zéro
- Suisse : 7 septembre 2019 sur RTS Deux
- Belgique : 18 août 2019 sur La Une
- France : 13 septembre 2019 sur France 2

- France : 4,546 millions de téléspectateurs (23,8 % de PDA) (Leader de la soirée) (première diffusion)

- Nuno Lopes  : Maxime Beaumont
- Barbara Schulz  : Audrey Fontaine
- Alyzée Costes  : Claire Beaumont
- Christian Van Tomme : Jean Devandière
- Alban Casterman  : Ted Gautier
- Annette Lowcay  : Marie Dupuis
- Emmanuel Plovier : Louis, le réalisateur
- Thomas Debaene  : Etienne Foucher

Il s'agit du deuxième épisode de la saison 2 joué par Alban Casterman, en plus de Drame en trois actes. Il a également joué un autre rôle dans un épisode de la saison 1, Les Meurtres ABC.

### Épisode 26:Rendez-vous avec la mort
- Suisse : 15 septembre 2019 sur RTS Un
- Belgique : 14 septembre 2019 sur La Une
- France : 20 septembre 2019 sur France 2

- France : 4,590 millions de téléspectateurs (23 % de PDA) (Leader de la soirée) (première diffusion)

- Mireille Herbstmeyer : Clémence Berg
- Guillaume Bouchède  : Philippe Berg
- Clémence Aubry  : Caroline Berg
- Tom Hudson  : Louis Berg
- Juliette Pedevilla-Defaÿ : Suzanne Berg
- Stéphane Pezerat  : Raoul Neuville
- Olivier Carré            : Roger Bessan
- Stéphanie Petit          : Mélie Lacour

### Épisode 27:Un cadavre au petit déjeuner
- Italie: 31 octobre 2019 sur Fox Crime[29],[30]
- Australie: 30 janvier 2020 sur SBS [31]
- Suisse  : 9 octobre 2020 sur RTS Un
- Belgique : sur La Une
- France  : 16 octobre 2020 sur France 2
- Espagne  : 3 août 2020 sur La 2

- France : 4,822 millions de téléspectateurs (20,1 % de PDA) (première diffusion)

- Antoine Duléry : Maurice Larosière
- Anouchka Vingtier  : Isabelle Grignan
- Alain Duclos       : Arthur Grignan
- Claudine Vigreux   : Madame Léotard
- Anais Gheeraert    : Viviane Delorme
- Justine Corrion    : Sharon
- Ulrich Vanacker    : Simon Wurtz

- Cet épisode est un spécial comédie musicale qui n'est pas adapté d'un roman d'Agatha Christie. Il a été tourné entre le 25 mars et le 24 avril 2019 dans Lille et ses environs, notamment à la Vieille Bourse de Lille.

- Antoine Duléry, qui interprétait le commissaire Jean Larosière dans la première saison, joue ici le rôle du commissaire Maurice Larosière, nouveau commissaire de police de la ville, et neveu du précédent qui révère son oncle pourtant déchu. Ce personnage établit ainsi une continuité entre les deux époques des deux saisons de la série puisqu'il confirme qu'elles se déroulent bien dans le même univers. Cela reste cependant un clin d'œil car il n'a jamais été établi dans la première saison que le commissaire Larosière avait un frère qui aurait pu avoir un fils, Larosière ayant été présenté comme un enfant naturel de père inconnu élevé par sa mère et le mari de celle-ci. De plus, c'est la deuxième fois qu'un Larosière est présenté comme un assassin : Maurice Larosière s'avère être l'un des coupables à la fin de l'épisode, comme son oncle Jean Larosière dans la mini-serie Petits Meurtres en famille.
- Seconde apparition dans la série pour Anouchka Vingtier, après son rôle dans l'épisode Le Chat et les Souris de la saison 1.

- Le château de la famille Grignan utilisé dans cet épisode est le château d'Antoing, situé en Belgique, déjà utilisé pour l'épisode 12 de cette saison.

- Il a été projeté en avant-première au Festival de la Fiction de la Rochelle le 12 septembre 2019.
- De novembre 2018 à juillet 2019, l'épisode se nommait « Tout a une fin ».
- Le 28 octobre 2019, il est annoncé par la productrice de la série Sophie Révil que cet épisode sera le dernier de la saison. La série sera renouvelée avec un nouveau casting et à une autre époque.

## Audiences
Les sources concernant la diffusion sont indiquées dans chaque sous-section concernant chaque épisode.
| N° | Titre                               | Date de diffusion           | Téléspectateurs | Part d'audience |
| -- | ----------------------------------- | --------------------------- | --------------- | --------------- |
| 1  | Jeux de glaces                      | vendredi 29 mars 2013       | 4 636 000       | 18,5 %          |
| 2  | Meurtre au champagne                | vendredi 5 avril 2013       | 4 246 000       | 16,8 %          |
| 3  | Témoin muet                         | vendredi 22 novembre 2013   | 3 927 000       | 15,4 %          |
| 4  | Pourquoi pas Martin ?               | vendredi 27 décembre 2013   | 4 300 000 *     | 17,3 %          |
| 5  | Meurtre à la kermesse               | mercredi 26 septembre 2014  | 3 659 000       | 15,0 %          |
| 6  | Cartes sur table                    | mercredi 3 octobre 2014     | 3 793 000       | 15,4 %          |
| 7  | Le crime ne paie pas                | vendredi 10 octobre 2014    | 4 035 000       | 16,7 %          |
| 8  | Pension Vanilos                     | vendredi 28 août 2015       | 4 160 000 *     | 19,8 %          |
| 9  | Un meurtre est-il facile ?          | vendredi 4 septembre 2015   | 4 340 000       | 18,6 %          |
| 10 | Mademoiselle McGinty est morte      | vendredi 11 septembre 2015  | 4 330 000 *     | 18,7 %          |
| 11 | Murder Party                        | vendredi 18 septembre 2015  | 4 200 000       | 17,4 %          |
| 12 | L'Étrange Enlèvement du petit Bruno | vendredi 26 août 2016       | 4 169 000       | 21,1 %          |
| 13 | Le Cheval pâle                      | vendredi 2 septembre 2016   | 4 047 000       | 17,9 %          |
| 14 | L'Affaire Protheroe                 | vendredi 9 septembre 2016   | 4 173 000       | 18,7 %          |
| 15 | La Mystérieuse Affaire de Styles    | vendredi 16 septembre 2016  | 4 553 000       | 19,1 %          |
| 16 | Albert Major parlait trop           | vendredi 23 septembre 2016  | 4 147 000       | 17,6 %          |
| 17 | L'Homme au complet marron           | vendredi 1er septembre 2017 | 4 659 000       | 20,6 %          |
| 18 | Le miroir se brisa                  | vendredi 8 septembre 2017   | 4 660 000       | 19,5 %          |
| 19 | Crimes haute couture                | vendredi 15 septembre 2017  | 4 770 000       | 20,5 %          |
| 20 | Le Crime de Noël                    | vendredi 22 décembre 2017   | 6 063 000 *     | 25,3 %          |
| 21 | Drame en trois actes                | vendredi 31 août 2018       | 4 537 000 *     | 22,2 %          |
| 22 | Meurtres en solde                   | vendredi 7 septembre 2018   | 4 823 000 *     | 23,5 %          |
| 23 | Mélodie mortelle                    | vendredi 28 septembre 2018  | 4 798 000 *     | 22,7 %          |
| 24 | Ding Dingue Dong                    | vendredi 6 septembre 2019   | 4 533 000 *     | 23,1 %          |
| 25 | L'Heure zéro                        | vendredi 13 septembre 2019  | 4 546 000 *     | 23,8 %          |
| 26 | Rendez-vous avec la mort            | vendredi 20 septembre 2019  | 4 590 000 *     | 23 %            |
| 27 | Un cadavre au petit déjeuner        | vendredi 16 octobre 2020    | 4 822 000       | 20,1%           |

Légende :
- Les plus hauts chiffres d'audience
- Les plus bas chiffres d'audience
- (*) : Programme leader de la soirée